# Теотиуакан
Теотиуакан е археологически обект в Мексико разположен на 48 км североизточно от днешната столица Мексико. В най-точен превод от науатл, името на града се произнася с ударение върху уа (Теотиуа́кан) и ще рече „Където боговете са сътворени“ или „Място на боговете“.
В предколониално Мексико представлява многолюден град, културно-икономически и култово-религиозен център. Основан е около I век пр.н.е. от неизвестни индиански племена.
Обособяването на „квартали“ на много културни групи (като сапотеките и др.) става причина за хипотезата, че градът е бил космополитен център. Зенитът на културата е през V до VII век, когато населението на града е 200 – 250 хиляди души, правейки го най-големия град на тогавашна Америка. Влиянието на Теотиуакан се чувства из целия район на Централна Америка, макар градът да не е директно свързан с империя или определена култура. По неизвестни причини градът е напуснат и става необитаем през IX век. Три века по-късно е „преоткрит“ от ацтеките, които използват храмовия комплекс за култови ритуали.
Днес градът е частично разкопан, като са разкрити пирамидите, по-големите тераси и храмови обекти. Огромната площ на комплекса е предизвикателство за археолозите, които проучват комплекса почти без прекъсване от експедицията на Леополдо Батрес през 1905 г. до днес. Близостта със столичния град го прави популярно туристическо направление за всеки посетител на Мексико сити, с интерес към древната история.

## География
Теотиуакан е разположен на 2285 м надморска височина върху Мексиканското плато. Градът е почти на еднаква височина с друг център на латиноамериканската култура – Мачу Пикчу в Перу, който е на височина 2430 м. Обширната равнина, избрана за разполагането на Теотиуакан, осигурява пълна свобода на строителите. Градът заема площ от 23 км2.

## История

### Периоди
Историята на окупацията на града е картографирана от екипи на Рене Милън (1973) и Уилям Сандерс (1979). Благодарение на тези проучвания се очертават фазите на заселване и напускане на града. Формално периодите на заселване и окупация на града се разделят на Патлачике, Тсакоайи, Микаотли, Тламимилопла, Чолалпан, Метепек, Охтотипак и Чометла, след което градът запада. Следващите периоди се отнасят до окупацията от ацтеките: Масапан, Атлатонго, Соканго, Чималпа и Теакалко.
- Патлачике трае от 150 пр.н.е. до 1 от н.е., когато няма много останки индикиращи постоянно обитаване;
- Тсакоайи (1 – 150), когато се установяват първите постоянни заселници – към края на преиода, градът наброява 80 хиляди жители и се простира на 20 км2 (Millon, 1981, 221);
- Микаотли/Тламимилопла (150 – 300) – периодът, през който са построени повечето значими постройки и пирамиди. През късния период на Тламимилопла (300 – 400), се разпростира влиянието на града из съседните райони.
- Чолалпан/Метепек (400 – 650) – епохата на просперитет; градът е шестото по големина населено място в света и най-голям метрополис за Америка.
- Охтотипак/Чометла (700 – 900) – епоха на декаденс, след което градът запада.

Следващите периоди се отнасят до окупацията от ацтеките:
„период на забвение“
- Масапан (950 – 1050)
- Атлатонго (1050 – 1150)

„преоткриване“
- Соканго (1150 – 1300)
- Чималпа (1300 – 1400)
- Теакалко (1400 – 1521)

### Основаване
Има доказателства, че районът е бил населен около 400 пр.н.е. – селище на мястото на Теотиуакан отпреди формалното основаване на града. Не се знае кои са основателите на града, но се споменава ранното име „Толан“ за населено място, където днес е Теотиуакан, по времето на „златната епоха“ преди ацтеките. Някои археолози твърдят, че толан не е име на град а „термин“. На езика на толтеките толан, тулан, тоулан, означавало „колония“. Не се знае дали градът е основан от толтеките, олмеките или тотонаките; нито една от тези хипотези няма достатъчно привърженици. Пластови разкопки поставят културата създала Теотиуакан след „архаичните“ култури и преди културата на Тула (близо до съвременния град Тула в щата Идалго).

### Разцвет
Периодът на разцвет на Теотиуакан продължава от II до VII век. По това време той се откроява със своята култура в цяла Централна Америка. Днешните останки са останали от селище, построено в началото на Новата ера. Работниците били набирани от населението, наброяващо 200 хиляди души.

### Упадък
Комплексът запада между VII и ІХ век или по време на сериозните засушавания продължили от около 750 до 900 или 650 – 760 г. Триста години по-късно, по времето на ацтеките е използван само като култово и религиозно място, почитано наравно с храмовите комплекси на Теночтитлан. Така например, последният тлатоани (император) на ацтеките – Моктекусума Чокойотцин принася жертвоприношения в Теотиуакан на всеки 20 дни.

## Археологически интереси
Първите организирани разкопки се провеждат от Леополдо Батрес през 1906 г., когато те разкопават голямата Пирамида на Слънцето. През 1917 Мануел Гамио изследва Сиудадела (цитаделата) и Храма на Пернатата Змия (Кецалкоатл). През 1962 – 1963 Игнасио Бернал води разкопките около комплекса на Лунната Пирамида, както и жилищните помещения извън осовата линия – Калсада де лос муертос – променада на мъртвите. Двадесет години по-късно екипът на Кабрера, Родригес и Морелон разкопават главно южната страна на градския център, включвайки по-голямата част на Сиудадела (цитаделата), останала неразкопана от Гамио. През 1990-те, Едуардо Матос координира разкопките на Пирамидата на Слънцето, северната и източната част, както и големите платформи около пирамидата.

## Архитектура
Теотиуакан е организиран като гигантска координатна решетка. Главната артерия на града, с дължина 3,2 километра, е „Променадата на мъртвите“ (наречен е така от ацтеките, тъй като погрешно заключили, че платформите край пътя са гробници). В северния край на булеварда се намира Сиудадела (цитаделата). Представлява огромно ограждение, в което е разположен Храмът на Кецалкоатъл, богът-змия.
Пирамидата на Слънцето, най-внушителната постройка в града, не е издигната върху руините на по-стари постройки като други обекти от същия период, а е самостоятелен еднофазов проект. Страната на основата на пирамидата е около 215 м, височината близо 64 м и обемът е 700 хил. м3. На 6 м под основите ѝ се намира 103-метров тунел. Тунелът е лавена тръба от вулканични събития преди 1 милион години. Тръбата е с разклонения завършващи във формата на детелина доизсечена преди построяването на пирамидата. Тунелът е открит през 1971 г. при разкопки в основите от (екип на) Ернесто Табоада. Заедно с отделните камери и стълбища целият тунел е дълъг около 220 м.
Вътрешността на пирамидата е от земен насип. Към страните има каменни колони, а стените са камъни и замазка от вар и пясък. Олющена мазилка, намерена при изкопните работи, свидетелства, че пирамидите са били боядисани в ярки цветове. Предполага се, че тази пирамида е едно от най-ранните (ако не и най-ранното) такова съоръжение в региона и се предполага, че е построена към края на панната окупационна фаза, макар други археолози да твърдят, че е построена през периода Микаотли или Теотихуакан-2.
Размерът на Пирамидата на Луната е две трети от този на Пирамидата на Слънцето. Тя е със значително по-сложна архитектура от Пирамидата на Слънцето: има пет нива, като първите две нива вероятно са били самостоятелна пирамида, впоследствие пристроена с по-високата задна част. За разлика от тези в Египет, пирамидите в Теотиуакан не са използвани за гробници, а за храмови комплекси.

## Религия
Религията в Теотиуакан е сравнително близка до тази на други мезоамерикански култури. Почитани са много от същите богове, включително Слънцето, Луната, богът на войната Уитчтилопочтли, Пернатата Змия – Кецалкоатл, богът на дъжда Тлалок и други.
Съвременната архео-антропология смята, че обществените взаимоотношения в града са били под егидата на организирана теокрация поради факта, че Теотиуакан е голям религиозен център и вероятно много от жреците имали силно политическо влияние. Стенописите и украсата на Променадата на мъртвите говорят за култура на човешки жетвоприношения. Останки от човешки и животински тела, използвани в жертвоприношенията, са открити по време на разкопките. Смята се, че когато зданията се уголемили, в тяхна чест са били направени нови жертвоприношения. Жертвите вероятно са били вражески воини, заловени по време на битка и докарани в града, където били убивани ритуално, за да бъде измолен от боговете просперитет. Някои били разчленявани, други загубвали главите си, някои били убивани чрез няколко силни удара по главата, а дори имало хора, заравяни живи. Животните, смятани за свещени или важни за войската и военната мощ, вероятно също са били заравяни живи, но най-често били затворени в клетки. Такива животни са: пума, вълк, орел, сокол, сова и дори отровна змия.

## Занаяти
Жителите на Теотиуакан търгували из централните планински райони на Мексико, както и в останалата част от Централна Америка. Грънчарите са изработвали вази и цилиндрични съдове с три плоски крачета и рисувана украса. Вази от града са намирани из цяло Мексико. Откритите стенописи рядко изобразяват военни сцени, което говори, че теотиуаканците са били сравнително миролюбив народ.